# Puchar Top Teams w piłce siatkowej mężczyzn (2006/2007)
Puchar Top Teams 2006/2007 – 7. sezon Pucharu Top Teams rozgrywanego od 2000 roku, organizowanego przez Europejską Konfederację Piłki Siatkowej (CEV) w ramach europejskich pucharów dla męskich klubowych zespołów siatkarskich "starego kontynentu".

## System rozgrywek
- Faza kwalifikacyjna składała się z 7 turniejów. Każdy turniej składał się z rozgrywek grupowych. W każdej grupie znalazły się po 4 drużyny. Rozegrały one pomiędzy sobą po jednym spotkaniu. Zwycięzcy grup awansowali do 1/8 finału.
- W 1/8 finału do zwycięzców turniejów kwalifikacyjnych na podstawie rankungu CEV dołączyły pozostałe uczestniczące drużyny, tworząc pary. W każdej parze rozgrywano dwumecz, a jego zwycięzca awansował do kolejnej fazy.
- 1/4 finału rozgrywana była analogicznie do 1/8 finału.
- Turniej finałowy składał się z meczów półfinałowych, meczu o 3. miejsce oraz finału.

## Drużyny uczestniczące
- Dinamo Tirana
- SK Posojilnica Aich/Dob
- Azerneft Baku
- Pepe Jeans Asse-Lennik
- Shakhtospetsstroi Soligorsk
- Technopribor-Bieła Mohylew
- OK Modriča Optima
- HAOK Mladost Zagrzeb
- OK Karlovac
- Omonia Nikozja
- Pafiakos Pafos
- Budvanska Rivijera Budva
- Gentofte Volley
- Marienlyst Odense
- Tartu Pere Leib
- Perungan Pojat
- Tampereen Isku-Volley
- PAOK Saloniki
- Unicaja Arukasur Almería
- D·O·C· STAP Orion Doetinchem
- LĀSE-R/Rīga
- SK Ryga
- Rabotnički Fersped Skopje
- SCC Berlin
- Wkręt-Met Domex AZS Częstochowa
- Iskra Odincowo
- CVM Tomis Konstanca
- VKP Bratysława
- Autocommerce Bled
- OK Maribor
- Chênois Genewa
- Fenerbahçe SK
- Arkas Izmir
- Azovstal Mariupol
- Kométa Kaposvár
- Vegyész RC Kazincbarcika
- Cimone Modena

## Rozgrywki
Wszystkie godziny według czasu lokalnego.

### Faza kwalifikacyjna
awans do 1/8 finału
     udział w II rundzie kwalifikacyjnej Pucharu CEV

#### Turniej 1
Miejsce: A. Le Coq Sport spordimaja,  Tartu
Tabela
| Lp. | Drużyna                   | Pkt | Mecze | Mecze | Mecze | Sety | Sety | Sety  | Małe punkty | Małe punkty | Małe punkty |
| Lp. | Drużyna                   | Pkt | M     | W     | P     | wyg. | prz. | ratio | zdob.       | str.        | ratio       |
| --- | ------------------------- | --- | ----- | ----- | ----- | ---- | ---- | ----- | ----------- | ----------- | ----------- |
| 1   | Azowstal Mariupol         | 6   | 3     | 3     | 0     | 9    | 5    | 1.800 | 306         | 294         | 1.041       |
| 2   | VC Pepe Jeans Asse-Lennik | 5   | 3     | 2     | 1     | 8    | 5    | 1.600 | 305         | 262         | 1.164       |
| 3   | Tartu Pere Leib           | 4   | 3     | 1     | 2     | 5    | 8    | 0.625 | 276         | 301         | 0.917       |
| 4   | Pafiakos Pafos            | 3   | 3     | 0     | 3     | 5    | 9    | 0.556 | 288         | 318         | 0.906       |

Źródło: CEV (ang.)
Zasady ustalania kolejności: 1. liczba zdobytych punktów; 2. wyższy stosunek setów; 3. wyższy stosunek małych punktów.
Punktacja: zwycięstwo – 2 pkt; porażka – 1 pkt
Wyniki
| Data       | Godz. | Drużyna 1                 | Wynik | Drużyna 2                 | 1     | 2     | 3     | 4     | 5     | Widzów | *      |
| ---------- | ----- | ------------------------- | ----- | ------------------------- | ----- | ----- | ----- | ----- | ----- | ------ | ------ |
| 15.12.2006 | 15:30 | VC Pepe Jeans Asse-Lennik | 3:1   | Pafiakos Pafos            | 25:13 | 26:24 | 21:25 | 25:16 |       | 100    | raport |
| 15.12.2006 | 18:00 | Azowstal Mariupol         | 3:1   | Tartu Pere Leib           | 25:23 | 18:25 | 25:20 | 25:16 |       | 400    | raport |
| 16.12.2006 | 14:00 | Azowstal Mariupol         | 3:2   | VC Pepe Jeans Asse-Lennik | 25:22 | 25:22 | 17:25 | 18:25 | 15:13 | 150    | raport |
| 16.12.2006 | 16:30 | Tartu Pere Leib           | 3:2   | Pafiakos Pafos            | 21:25 | 25:23 | 25:22 | 22:25 | 15:12 | 400    | raport |
| 17.12.2006 | 11:30 | Pafiakos Pafos            | 2:3   | Azowstal Mariupol         | 20:25 | 30:28 | 25:20 | 18:25 | 10:15 | 100    | raport |
| 17.12.2006 | 14:00 | Tartu Pere Leib           | 1:3   | VC Pepe Jeans Asse-Lennik | 18:25 | 28:26 | 19:25 | 19:25 |       | 500    | raport |

#### Turniej 2
Miejsce: Daugavas sporta nams,  Ryga
Tabela
| Lp. | Drużyna            | Pkt | Mecze | Mecze | Mecze | Sety | Sety | Sety  | Małe punkty | Małe punkty | Małe punkty |
| Lp. | Drużyna            | Pkt | M     | W     | P     | wyg. | prz. | ratio | zdob.       | str.        | ratio       |
| --- | ------------------ | --- | ----- | ----- | ----- | ---- | ---- | ----- | ----------- | ----------- | ----------- |
| 1   | SK Rīga            | 5   | 3     | 2     | 1     | 8    | 3    | 2.667 | 258         | 234         | 1.103       |
| 2   | Kométa Kaposvár SE | 5   | 3     | 2     | 1     | 8    | 6    | 1.333 | 306         | 270         | 1.133       |
| 3   | VKP Bratislava     | 5   | 3     | 2     | 1     | 6    | 5    | 1.200 | 237         | 226         | 1.049       |
| 4   | Marienlyst Odense  | 3   | 3     | 0     | 3     | 1    | 9    | 0.111 | 173         | 244         | 0.709       |

Źródło: CEV (ang.)
Zasady ustalania kolejności: 1. liczba zdobytych punktów; 2. wyższy stosunek setów; 3. wyższy stosunek małych punktów.
Punktacja: zwycięstwo – 2 pkt; porażka – 1 pkt
Wyniki
| Data       | Godz. | Drużyna 1          | Wynik | Drużyna 2          | 1     | 2     | 3     | 4     | 5     | Widzów | *      |
| ---------- | ----- | ------------------ | ----- | ------------------ | ----- | ----- | ----- | ----- | ----- | ------ | ------ |
| 15.12.2006 | 17:00 | SK Rīga            | 3:0   | Marienlyst Odense  | 25:17 | 25:22 | 25:17 |       |       | 650    | raport |
| 15.12.2006 | 19:30 | Kométa Kaposvár SE | 2:3   | VKP Bratislava     | 24:26 | 25:15 | 25:15 | 17:25 | 9:15  | 150    | raport |
| 16.12.2006 | 17:00 | Marienlyst Odense  | 0:3   | VKP Bratislava     | 10:25 | 21:25 | 16:25 |       |       | 75     | raport |
| 16.12.2006 | 19:30 | SK Rīga            | 2:3   | Kométa Kaposvár SE | 25:21 | 21:25 | 17:25 | 26:24 | 15:17 | 920    | raport |
| 17.12.2006 | 17:00 | Kométa Kaposvár SE | 3:1   | Marienlyst Odense  | 25:16 | 19:25 | 25:16 | 25:13 |       | 120    | raport |
| 17.12.2006 | 19:30 | VKP Bratislava     | 0:3   | SK Rīga            | 21:25 | 18:25 | 27:29 |       |       | 875    | raport |

#### Turniej 3
Miejsce: Dom odbojke Bojan Stranić,  Zagrzeb
Tabela
| Lp. | Drużyna                    | Pkt | Mecze | Mecze | Mecze | Sety | Sety | Sety  | Małe punkty | Małe punkty | Małe punkty |
| Lp. | Drużyna                    | Pkt | M     | W     | P     | wyg. | prz. | ratio | zdob.       | str.        | ratio       |
| --- | -------------------------- | --- | ----- | ----- | ----- | ---- | ---- | ----- | ----------- | ----------- | ----------- |
| 1   | Autocommerce Bled          | 6   | 3     | 3     | 0     | 9    | 1    | 9.000 | 245         | 200         | 1.225       |
| 2   | HAOK Mladost Zagrzeb       | 5   | 3     | 2     | 1     | 7    | 3    | 2.333 | 244         | 205         | 1.190       |
| 3   | Technopribor-Bieła Mohylew | 4   | 3     | 1     | 2     | 3    | 7    | 0.429 | 207         | 229         | 0.904       |
| 4   | OK Modriča Optima          | 3   | 3     | 0     | 3     | 1    | 9    | 0.111 | 185         | 247         | 0.749       |

Źródło: CEV (ang.)
Zasady ustalania kolejności: 1. liczba zdobytych punktów; 2. wyższy stosunek setów; 3. wyższy stosunek małych punktów.
Punktacja: zwycięstwo – 2 pkt; porażka – 1 pkt
Wyniki
| Data       | Godz. | Drużyna 1                  | Wynik | Drużyna 2                  | 1     | 2     | 3     | 4     | 5 | Widzów | *      |
| ---------- | ----- | -------------------------- | ----- | -------------------------- | ----- | ----- | ----- | ----- | - | ------ | ------ |
| 15.12.2006 | 17:00 | HAOK Mladost Zagrzeb       | 3:0   | OK Modriča Optima          | 25:18 | 25:18 | 25:14 |       |   | 850    | raport |
| 15.12.2006 | 19:30 | Autocommerce Bled          | 3:0   | Technopribor-Bieła Mohylew | 25:11 | 25:18 | 25:21 |       |   | 500    | raport |
| 16.12.2006 | 17:00 | Technopribor-Bieła Mohylew | 0:3   | HAOK Mladost Zagrzeb       | 23:25 | 19:25 | 18:25 |       |   | 900    | raport |
| 16.12.2006 | 19:30 | OK Modriča Optima          | 0:3   | Autocommerce Bled          | 14:25 | 19:25 | 23:25 |       |   | 300    | raport |
| 17.12.2006 | 17:00 | Technopribor-Bieła Mohylew | 3:1   | OK Modriča Optima          | 22:25 | 25:20 | 25:19 | 25:15 |   | 300    | raport |
| 17.12.2006 | 20:00 | HAOK Mladost Zagrzeb       | 1:3   | Autocommerce Bled          | 21:25 | 25:18 | 23:25 | 25:27 |   | 1500   | raport |

#### Turniej 4
Miejsce: Dvorana Tabor,  Maribor
Tabela
| Lp. | Drużyna                 | Pkt | Mecze | Mecze | Mecze | Sety | Sety | Sety  | Małe punkty | Małe punkty | Małe punkty |
| Lp. | Drużyna                 | Pkt | M     | W     | P     | wyg. | prz. | ratio | zdob.       | str.        | ratio       |
| --- | ----------------------- | --- | ----- | ----- | ----- | ---- | ---- | ----- | ----------- | ----------- | ----------- |
| 1   | Cimone Modena           | 6   | 3     | 3     | 0     | 9    | 1    | 9.000 | 256         | 197         | 1.299       |
| 2   | Maribor                 | 5   | 3     | 2     | 1     | 6    | 4    | 1.500 | 228         | 210         | 1.086       |
| 3   | Omonia Nikozja          | 4   | 3     | 1     | 2     | 4    | 6    | 0.667 | 210         | 246         | 0.854       |
| 4   | SK Posojilnica Aich/Dob | 3   | 3     | 0     | 3     | 1    | 9    | 0.111 | 211         | 252         | 0.837       |

Źródło: CEV (ang.)
Zasady ustalania kolejności: 1. liczba zdobytych punktów; 2. wyższy stosunek setów; 3. wyższy stosunek małych punktów.
Punktacja: zwycięstwo – 2 pkt; porażka – 1 pkt
Wyniki
| Data       | Godz. | Drużyna 1               | Wynik | Drużyna 2               | 1     | 2     | 3     | 4     | 5 | Widzów | *      |
| ---------- | ----- | ----------------------- | ----- | ----------------------- | ----- | ----- | ----- | ----- | - | ------ | ------ |
| 15.12.2006 | 17:30 | Cimone Modena           | 3:1   | Omonia Nikozja          | 23:25 | 25:13 | 30:28 | 25:14 |   | 250    | raport |
| 15.12.2006 | 20:00 | Maribor                 | 3:1   | SK Posojilnica Aich/Dob | 25:21 | 23:25 | 25:19 | 25:16 |   | 360    | raport |
| 16.12.2006 | 17:30 | SK Posojilnica Aich/Dob | 0:3   | Omonia Nikozja          | 21:25 | 24:26 | 23:25 |       |   | 200    | raport |
| 16.12.2006 | 20:00 | Maribor                 | 0:3   | Cimone Modena           | 23:25 | 14:25 | 18:25 |       |   | 800    | raport |
| 17.12.2006 | 15:00 | Cimone Modena           | 3:0   | SK Posojilnica Aich/Dob | 25:15 | 25:21 | 28:26 |       |   | 200    | raport |
| 17.12.2006 | 17:30 | Omonia Nikozja          | 0:3   | Maribor                 | 18:25 | 18:25 | 18:25 |       |   | 350    | raport |

#### Turniej 5
Miejsce: Lapin urheiluopisto,  Rovaniemi
Tabela
| Lp. | Drużyna         | Pkt | Mecze | Mecze | Mecze | Sety | Sety | Sety  | Małe punkty | Małe punkty | Małe punkty |
| Lp. | Drużyna         | Pkt | M     | W     | P     | wyg. | prz. | ratio | zdob.       | str.        | ratio       |
| --- | --------------- | --- | ----- | ----- | ----- | ---- | ---- | ----- | ----------- | ----------- | ----------- |
| 1   | Perungan Pojat  | 6   | 3     | 3     | 0     | 9    | 2    | 4.500 | 258         | 186         | 1.387       |
| 2   | LĀSE-R/Rīga     | 5   | 3     | 2     | 1     | 8    | 4    | 2.000 | 257         | 238         | 1.080       |
| 3   | Gentofte Volley | 4   | 3     | 1     | 2     | 3    | 6    | 0.500 | 187         | 199         | 0.940       |
| 4   | Dinamo Tirana   | 3   | 3     | 0     | 3     | 1    | 9    | 0.111 | 166         | 245         | 0.678       |

Źródło: CEV (ang.)
Zasady ustalania kolejności: 1. liczba zdobytych punktów; 2. wyższy stosunek setów; 3. wyższy stosunek małych punktów.
Punktacja: zwycięstwo – 2 pkt; porażka – 1 pkt
Wyniki
| Data       | Godz. | Drużyna 1       | Wynik | Drużyna 2       | 1     | 2     | 3     | 4     | 5    | Widzów | *      |
| ---------- | ----- | --------------- | ----- | --------------- | ----- | ----- | ----- | ----- | ---- | ------ | ------ |
| 15.12.2006 | 18:00 | Perungan Pojat  | 3:0   | Gentofte Volley | 25:16 | 25:18 | 25:22 |       |      | 132    | raport |
| 15.12.2006 | 20:30 | LĀSE-R/Rīga     | 3:1   | Dinamo Tirana   | 25:14 | 20:25 | 25:17 | 25:18 |      | 83     | raport |
| 16.12.2006 | 15:30 | Gentofte Volley | 0:3   | LĀSE-R/Rīga     | 16:25 | 20:25 | 20:25 |       |      | 80     | raport |
| 16.12.2006 | 18:00 | Dinamo Tirana   | 0:3   | Perungan Pojat  | 12:25 | 18:25 | 13:25 |       |      | 232    | raport |
| 17.12.2006 | 14:30 | Gentofte Volley | 3:0   | Dinamo Tirana   | 25:20 | 25:21 | 25:8  |       |      | 82     | raport |
| 17.12.2006 | 17:00 | Perungan Pojat  | 3:2   | LĀSE-R/Rīga     | 25:14 | 24:26 | 25:14 | 19:25 | 15:8 | 358    | raport |

#### Turniej 6
Miejsce: Sporthal Rozengaarde,  Doetinchem
Tabela
| Lp. | Drużyna                      | Pkt | Mecze | Mecze | Mecze | Sety | Sety | Sety  | Małe punkty | Małe punkty | Małe punkty |
| Lp. | Drużyna                      | Pkt | M     | W     | P     | wyg. | prz. | ratio | zdob.       | str.        | ratio       |
| --- | ---------------------------- | --- | ----- | ----- | ----- | ---- | ---- | ----- | ----------- | ----------- | ----------- |
| 1   | D·O·C· STAP Orion Doetinchem | 6   | 3     | 3     | 0     | 9    | 1    | 9.000 | 263         | 226         | 1.164       |
| 2   | Unicaja Arukasur Almería     | 5   | 3     | 2     | 1     | 7    | 4    | 1.750 | 272         | 246         | 1.106       |
| 3   | SCC Berlin                   | 4   | 3     | 1     | 2     | 4    | 6    | 0.667 | 218         | 222         | 0.982       |
| 4   | OK Karlovac                  | 3   | 3     | 0     | 3     | 0    | 9    | 0.000 | 166         | 225         | 0.738       |

Źródło: CEV (ang.)
Zasady ustalania kolejności: 1. liczba zdobytych punktów; 2. wyższy stosunek setów; 3. wyższy stosunek małych punktów.
Punktacja: zwycięstwo – 2 pkt; porażka – 1 pkt
Wyniki
| Data       | Godz. | Drużyna 1                    | Wynik | Drużyna 2                    | 1     | 2     | 3     | 4     | 5 | Widzów | *      |
| ---------- | ----- | ---------------------------- | ----- | ---------------------------- | ----- | ----- | ----- | ----- | - | ------ | ------ |
| 15.12.2006 | 17:30 | OK Karlovac                  | 0:3   | Unicaja Arukasur Almería     | 17:25 | 20:25 | 20:25 |       |   | 200    | raport |
| 15.12.2006 | 20:00 | D·O·C· STAP Orion Doetinchem | 3:0   | SCC Berlin                   | 25:22 | 25:22 | 25:23 |       |   | 350    | raport |
| 16.12.2006 | 17:30 | Unicaja Arukasur Almería     | 3:1   | SCC Berlin                   | 25:21 | 21:25 | 25:12 | 25:18 |   | 150    | raport |
| 16.12.2006 | 20:00 | OK Karlovac                  | 0:3   | D·O·C· STAP Orion Doetinchem | 23:25 | 17:25 | 18:25 |       |   | 450    | raport |
| 17.12.06   | 15:00 | SCC Berlin                   | 3:0   | OK Karlovac                  | 25:22 | 25:10 | 25:19 |       |   | 150    | raport |
| 17.12.06   | 17:30 | D·O·C· STAP Orion Doetinchem | 3:1   | Unicaja Arukasur Almería     | 27:29 | 25:21 | 25:17 | 36:34 |   | 800    | raport |

#### Turniej 7
Miejsce: Mediteranski Sportski Centar,  Budva
Tabela
| Lp. | Drużyna                     | Pkt | Mecze | Mecze | Mecze | Sety | Sety | Sety  | Małe punkty | Małe punkty | Małe punkty |
| Lp. | Drużyna                     | Pkt | M     | W     | P     | wyg. | prz. | ratio | zdob.       | str.        | ratio       |
| --- | --------------------------- | --- | ----- | ----- | ----- | ---- | ---- | ----- | ----------- | ----------- | ----------- |
| 1   | PAOK                        | 6   | 3     | 3     | 0     | 9    | 2    | 4.500 | 260         | 217         | 1.198       |
| 2   | Budvanska Rivijera Budva    | 5   | 3     | 2     | 1     | 8    | 3    | 2.667 | 252         | 223         | 1.130       |
| 3   | Szachtospiecstroj Soligorsk | 4   | 3     | 1     | 2     | 3    | 8    | 0.375 | 233         | 265         | 0.879       |
| 4   | Azerneft Baku               | 3   | 3     | 0     | 3     | 2    | 9    | 0.222 | 226         | 266         | 0.850       |

Źródło: CEV (ang.)
Zasady ustalania kolejności: 1. liczba zdobytych punktów; 2. wyższy stosunek setów; 3. wyższy stosunek małych punktów.
Punktacja: zwycięstwo – 2 pkt; porażka – 1 pkt
Wyniki
| Data       | Godz. | Drużyna 1                   | Wynik | Drużyna 2                   | 1     | 2     | 3     | 4     | 5     | Widzów | *      |
| ---------- | ----- | --------------------------- | ----- | --------------------------- | ----- | ----- | ----- | ----- | ----- | ------ | ------ |
| 15.12.2006 | 18:00 | Azerneft Baku               | 0:3   | Budvanska Rivijera Budva    | 17:25 | 20:25 | 21:25 |       |       | 940    | raport |
| 15.12.2006 | 20:30 | PAOK                        | 3:0   | Szachtospiecstroj Soligorsk | 25:18 | 25:22 | 25:22 |       |       | 680    | raport |
| 16.12.2006 | 18:00 | Budvanska Rivijera Budva    | 3:0   | Szachtospiecstroj Soligorsk | 25:21 | 25:19 | 25:15 |       |       | 880    | raport |
| 16.12.2006 | 20:30 | Azerneft Baku               | 0:3   | PAOK                        | 16:25 | 17:25 | 20:25 |       |       | 420    | raport |
| 17.12.2006 | 18:00 | PAOK                        | 3:2   | Budvanska Rivijera Budva    | 24:26 | 25:20 | 25:18 | 21:25 | 15:13 | 1060   | raport |
| 17.12.2006 | 20:30 | Szachtospiecstroj Soligorsk | 3:2   | Azerneft Baku               | 25:22 | 25:22 | 23:25 | 20:25 | 23:21 | 240    | raport |

### Faza główna

#### 1/8 finału
| Data                                   | Godz. | Drużyna 1                | Wynik | Drużyna 2                       | 1     | 2     | 3     | 4     | 5     | Extra set | Widzów | *      |
| -------------------------------------- | ----- | ------------------------ | ----- | ------------------------------- | ----- | ----- | ----- | ----- | ----- | --------- | ------ | ------ |
| 10.01.2007                             | 17:30 | Vegyész RC Kazincbarcika | 2:3   | Azowstal Mariupol               | 25:21 | 16:25 | 25:17 | 21:25 | 18:20 |           | 450    | raport |
| 17.01.2007                             | 17:00 | Vegyész RC Kazincbarcika | 1:3   | Azowstal Mariupol               | 23:25 | 25:23 | 20:25 | 12:25 |       | 500       | raport |        |
| 10.01.2007                             | 18:30 | Tampereen Isku-Volley    | 0:3   | Rabotniczki Fersped Skopje      | 21:25 | 19:25 | 18:25 |       |       |           | 569    | raport |
| 18.01.2007                             | 20:15 | Tampereen Isku-Volley    | 1:3   | Rabotniczki Fersped Skopje      | 18:25 | 25:21 | 20:25 | 20:25 |       | 2000      | raport |        |
| 10.01.2007                             | 18:00 | Tomis Konstanca          | 3:1   | D·O·C· STAP Orion Doetinchem    | 23:25 | 25:18 | 25:19 | 25:21 |       |           | 1000   | raport |
| 17.01.2007                             | 20:00 | Tomis Konstanca          | 3:1   | D·O·C· STAP Orion Doetinchem    | 25:23 | 26:24 | 22:25 | 25:17 |       | 1000      | raport |        |
| 10.01.2007                             | 19:00 | Autocommerce Bled        | 3:0   | Fenerbahçe                      | 25:16 | 25:20 | 25:19 |       |       |           | 1200   | raport |
| 17.01.2007                             | 18:00 | Autocommerce Bled        | 3:1   | Fenerbahçe                      | 25:22 | 20:25 | 25:19 | 25:21 |       | 1500      | raport |        |
| 09.01.2007                             | 19:00 | Arkas Spor               | 3:0   | PAOK                            | 25:20 | 25:13 | 25:13 |       |       | 25:21     | 3000   | raport |
| 17.01.2007                             | 20:00 | Arkas Spor               | 2:3   | PAOK                            | 19:25 | 25:19 | 25:17 | 17:25 | 16:18 | 25:21     | 250    | raport |
| 10.01.2007                             | 20:30 | Cimone Modena            | 1:3   | Wkręt-met Domex AZS Częstochowa | 21:25 | 28:26 | 21:25 | 24:26 |       | 27:25     | 2068   | raport |
| 17.01.2007                             | 19:30 | Cimone Modena            | 3:0   | Wkręt-met Domex AZS Częstochowa | 25:21 | 32:30 | 25:19 |       |       | 27:25     | 2800   | raport |
| 10.01.2007                             | 18:30 | Iskra Odincowo           | 3:2   | Perungan Pojat                  | 21:25 | 25:15 | 23:25 | 25:16 | 15:7  | 25:19     | 2700   | raport |
| 17.01.2007                             | 18:30 | Iskra Odincowo           | 2:3   | Perungan Pojat                  | 19:25 | 25:12 | 23:25 | 25:18 | 12:15 | 25:19     | 786    | raport |
| 11.01.2007                             | 19:00 | SK Rīga                  | 3:0   | Chênois Genève Volleyball       | 25:21 | 25:22 | 25:18 |       |       | 24:26     | 850    | raport |
| 17.01.2007                             | 20:30 | SK Rīga                  | 1:3   | Chênois Genève Volleyball       | 20:25 | 26:24 | 22:25 | 21:25 |       | 24:26     | 870    | raport |
| Po lewej gospodarze pierwszych meczów. |       |                          |       |                                 |       |       |       |       |       |           |        |        |

#### Ćwierćfinały
| Data                                   | Godz. | Drużyna 1         | Wynik | Drużyna 2                  | 1     | 2     | 3     | 4     | 5     | Extra set | Widzów | *      |
| -------------------------------------- | ----- | ----------------- | ----- | -------------------------- | ----- | ----- | ----- | ----- | ----- | --------- | ------ | ------ |
| 31.01.2007                             | 17:00 | Azowstal Mariupol | 0:3   | Rabotniczki Fersped Skopje | 20:25 | 20:25 | 16:25 |       |       |           | 500    | raport |
| 08.02.2007                             | 20:15 | Azowstal Mariupol | 1:3   | Rabotniczki Fersped Skopje | 20:25 | 25:20 | 15:25 | 22:25 |       | 2000      | raport |        |
| 31.01.2007                             | 18:00 | Tomis Konstanca   | 3:2   | Autocommerce Bled          | 25:21 | 25:18 | 22:25 | 18:25 | 17:15 | 20:25     | 1500   | raport |
| 07.02.2007                             | 19:00 | Tomis Konstanca   | 0:3   | Autocommerce Bled          | 18:25 | 18:25 | 15:25 |       |       | 20:25     | 1450   | raport |
| 30.01.2007                             | 19:00 | Arkas Spor        | 3:2   | Cimone Modena              | 24:26 | 21:25 | 25:22 | 25:18 | 18:16 | 13:25     | 3000   | raport |
| 07.02.2007                             | 20:30 | Arkas Spor        | 1:3   | Cimone Modena              | 25:22 | 20:25 | 21:25 | 11:25 |       | 13:25     | 2600   | raport |
| 31.01.2007                             | 18:30 | Iskra Odincowo    | 3:0   | Chênois Genève Volleyball  | 25:21 | 25:14 | 25:20 |       |       |           | 2500   | raport |
| 07.02.2007                             | 20:00 | Iskra Odincowo    | 3:0   | Chênois Genève Volleyball  | 25:18 | 25:21 | 25:21 |       |       | 1200      | raport |        |
| Po lewej gospodarze pierwszych meczów. |       |                   |       |                            |       |       |       |       |       |           |        |        |

### Turniej finałowy
Miejsce: PalaPanini,  Modena

#### Półfinały
| Data       | Godz. | Drużyna 1                  | Wynik | Drużyna 2         | 1     | 2     | 3     | 4     | 5 | Widzów | *      |
| ---------- | ----- | -------------------------- | ----- | ----------------- | ----- | ----- | ----- | ----- | - | ------ | ------ |
| 10.03.2007 | 15:00 | Rabotniczki Fersped Skopje | 1:3   | Autocommerce Bled | 19:25 | 17:25 | 25:18 | 23:25 |   | 750    | raport |
| 10.03.2007 | 18:10 | Cimone Modena              | 3:0   | Iskra Odincowo    | 25:12 | 25:20 | 25:21 |       |   | 2400   | raport |

#### Mecz o 3. miejsce
| Data       | Godz. | Drużyna 1                  | Wynik | Drużyna 2      | 1     | 2     | 3     | 4     | 5 | Widzów | *      |
| ---------- | ----- | -------------------------- | ----- | -------------- | ----- | ----- | ----- | ----- | - | ------ | ------ |
| 11.03.2007 | 13:00 | Rabotniczki Fersped Skopje | 1:3   | Iskra Odincowo | 16:25 | 16:25 | 25:23 | 18:25 |   | 500    | raport |

#### Finał
| Data       | Godz. | Drużyna 1         | Wynik | Drużyna 2     | 1     | 2     | 3     | 4     | 5     | Widzów | *      |
| ---------- | ----- | ----------------- | ----- | ------------- | ----- | ----- | ----- | ----- | ----- | ------ | ------ |
| 11.03.2007 | 16:00 | Autocommerce Bled | 3:2   | Cimone Modena | 25:16 | 26:24 | 14:25 | 24:26 | 15:10 | 2500   | raport |

## Klasyfikacja końcowa
| Miejsce | Drużyna                    |
| ------- | -------------------------- |
| 1.      | Autocommerce Bled          |
| 2.      | Cimone Modena              |
| 3.      | Iskra Odincowo             |
| 4.      | Rabotniczki Fersped Skopje |